# Estrada de Ferro do Norte
A Estrada de Ferro do Norte, também chamada de Estrada de Ferro São Paulo e Rio de Janeiro, foi uma ferrovia paulista em bitola métrica, construída pela Companhia São Paulo e Rio de Janeiro, ligando a Estação do Norte (construída ao lado da Estação Brás da São Paulo Railway em São Paulo), até a Estação Cachoeira, em Cachoeira Paulista, onde em 1877, se encontrou com a Estrada de Ferro D. Pedro II. Esta ferrovia permitiria o escoamento da produção cafeeira das fazendas do Vale do Paraíba para o porto de Santos, através da SPR, ou para o Rio de Janeiro, através da E.F. D. Pedro II. Em 1896, o trecho com  com 231 km de extensão da E. F. do Norte foi incorporado pela Estrada de Ferro Central do Brasil, com o propósito de alargar a bitola e unificar as duas linhas, no que passaria a ser chamado de Ramal de São Paulo.

## História
Em 1869, foi constituída por fazendeiros do Vale do Paraíba a Companhia São Paulo e Rio de Janeiro para a construção da Estrada de Ferro do Norte (ou Estrada de Ferro de São Paulo e Rio de Janeiro), que ligaria os trilhos da São Paulo Railway-(SPR) em São Paulo, a Estrada de Ferro D. Pedro II, no povoado Santo Antônio da Cachoeira, que seguia para o Rio de Janeiro. Na época, foi escolhida a bitola métrica para esta ferrovia por sua implantação ser mais barata.
Em 1875, foi inaugurado o primeiro trecho saindo da Estação do Norte, ao lado da Estação Brás da São Paulo Railway, até a Penha. Seguiu por Mogi das Cruzes e Guararema até atingir o Vale do Paraíba, em 1876. A partir de Jacareí, seguiu pela margem esquerda do Rio Paraíba do Sul, passando por São José dos Campos, Taubaté, Pindamonhangaba e Guaratinguetá. Em 12/05/1877, chegou até o Porto de Cachoeira, onde encontrou-se com a Estrada de Ferro Dom Pedro II, na estação do povoado Santo Antônio da Cachoeira, (atual Cachoeira Paulista).
A inauguração oficial do encontro entre as duas ferrovias se deu em 8 de julho de 1877, com festas. Porém, tanto a São Paulo Railway, quanto a Estrada de Ferro D. Pedro II utilizavam bitola larga (1,60m), o que exigia baldeação de composições para poder seguir até Santos ou até o Rio de Janeiro.
A Estrada de Ferro Dom Pedro II, que pertencia ao Governo Imperial, tinha a Estação Ferroviária de Cachoeira Paulista, inaugurada em 1875, como ponto final do ramal que vinha do Rio de Janeiro, partindo do tronco em Barra do Piraí e atingindo Cachoeira no terminal navegável do Rio Paraíba do Sul.
Em 1889, com a queda do Império, a Estrada de Ferro Dom Pedro II passou a se chamar Estrada de Ferro Central do Brasil.
Na década de 1890, o alto custo das baldeações fez com que em 1896, a E. F. Central do Brasil comprasse e incorporasse a já falida E. F. do Norte, com o propósito de alargar a bitola e unificar as duas linhas no chamado Ramal de São Paulo. O primeiro trecho entre Cachoeira e Taubaté ficou pronto em 1901 e o trecho todo em 1908.
A cidade de Aparecida até hoje é popularmente chamada "Aparecida do Norte", em razão da construção da E.F. do Norte, já que a ferrovia que levava os romeiros ao santuário de Nossa Senhora de Aparecida era a "do Norte".